# Elez Isufi
Elez Isufi (1861 – 29. prosince 1924) byl albánský nacionalista a partyzán.

## Život
Elez Isufi se narodil ve vesnici Sllovë v regionu Dibër, byl synem Isufa Ndreua. On a jeho partyzánská skupina vzdorovali srbským silám v roce 1912. Isufi, blízký přítel Bajrama Curriho, vedl 15. srpna 1921 povstání v Dibëru, aby osvobodil region od srbských sil. Boje pokračovaly až do prosince 1921.
Byl zapojen do dalšího povstání 1. března 1922 proti režimu Ahmeta Zogua. Jeho bojovníci byli schopni překročit hory a vstoupit do Tirany. Dostali se do severovýchodní části hlavního města, kde se zapojili do potyček s vládními silami vedenými Prenkem Pervizim a stáhli se až po intervenci britského diplomata Harryho Eyrese. Nejprve byli vojenským soudem odsouzeni k trestu smrti, ale později dostali amnestii.
Během demokratické revoluce se postavil na stranu Fan Noliho a byl zabit jugoslávskými vojsky na konci roku 1924 během povstání za svržení Nolisovy vlády.